# 永年城管护城河
永年城管护城河是一个位于中国河北省邯郸市的淡水湖，面积约为3.52平方千米，属于西北诸河区。它的一级流域为海河流域，二级流域为永定河水系。